# Плейгер, Пауль
Пауль Плейгер (нем. Paul Pleiger; 29 сентября 1899, Буххольц у Виттена, Северный Рейн-Вестфалия — 22 июля 1985, Буххольц) — один из руководителей германской промышленности в эпоху нацистской Германии, генеральный директор концерна «Герман Геринг Верке», один из руководителей Управления по четырёхлетнему плану, фюрер военной экономики (1939), прусский государственный советник.

## Биография
Пауль Плейгер был сыном горнорабочего. После посещения народной школы и обучения в 1913—1917 гг. на слесаря и токаря в фирме по производству предметов первой необходимости для шахт (Fabrik f. Bergwerksbedarfsartikel GmbH) в Шпрокхёфеле в 1919—1921 прошёл обучение на инженера в государственном Машиностроительном среднем учебном заведении в Эльберфельде (сегодня — район Вупперталя). Затем работал техником на предприятии горнодобывающей промышленности «Harpener Bergbau AG» в Дортмунде, до тех пор пока в январе 1925 года благодаря капиталу своей жены не основал фирму «Paul Pleiger, Maschinenfabrik» в Шпрокхёфеле. Предприятие производило машины и устройства для горнодобывающей промышленности, в 1933 году оно насчитывало примерно 150, а в 1941 году — около 400 работников. Под влиянием экономического кризиса в 1929/1930 гг. Пауль Плейгер начал принимать активное участие в политике. В 1932 году вступил в НСДАП, руководитель местной группы НСДАП (ортсгруппенляйтер) в Шпрокхёфеле. В 1932 году вступил в СА. С 1933 года штурмфюрер СС.
Осенью 1933 года гауляйтер НСДАП «Вестфалия — Юг» Йозеф Вагнер пригласил Плейгера советником по экономическим вопросам (Gauwirtschaftsberater der NSDAP) в руководство гау. В ноябре 1934 года по просьбе уполномоченного Гитлера по экономическим вопросам Вильгельма Кепплера начал сотрудничать в его службой в Берлине, занимался вопросами горнорудной промышленности.
В октябре 1936 года перешёл на работу в Департамент сырья и материалов возглавляемого Германом Герингом Управления по четырёхлетнему плану. Первоначально специализировался на вопросах снабжения железной рудой. После Вильгельма Кепплера возглавлял Управленческую группу 1-В (Планирование и производство). Не в последнюю очередь по инициативе Плейгера в июле 1937 года был создан государственный концерн Reichswerke AG für Erzbergbau und Eisenhütten Hermann Göring («Имперские предприятия горнорудной промышленности и металлургические заводы Германа Геринга», сокр. «Герман Геринг Верке»), генеральным директором которого стал Плейгер.
Хотя на выборах в Рейхстага 10 апреля 1938 года входил в предвыборный «Список фюрера», депутатом не стал.
С марта 1941 года — председатель Имперского объединения угля («Reichsvereinigung Kohle für den Bergbau und die Kohlewirtschaft»). С 24 августа 1941 года одновременно — коммерческий директор только что основанного Berg- und Hüttenwerksgesellschaft Ost mbH («Горного общества и металлургических заводов Востока»), которое занималось грабежом и хозяйственной эксплуатацией оккупированных территорий Советского Союза.
Как представитель концерна «Герман Геринг Верке» входил в состав Имперского совета вооружений. Одновременно состоял председателем наблюдательных советов входивших в концерн «Герман Геринг» компаний: «Альпийское металлургическое АГ» (Линц), «Горно-строительное АГ» (Зальцгиттер), «Имперские заводы АГ» (Оеслау), «Прусские горные разработки АГ» (Берлин), «Рейнметалл-Борзиг АГ» (Берлин), «Сталелитейные заводы Брауншвейга ГмбХ» (Берлин), «Стале- и чугунолитейные заводы АГ» (Вена), «Штрийские сталелитейные заводы АГ» (Вена), «Вестфальская целлюлоза АГ» (Вильхаузен), «Судетское горное строительство АГ» (Брюке), «Жилье АГ» (Брауншвейг), «Стальное строительство ГмбХ» (Линц).
В системе имперского руководства НСДАП имел ранг гауптамтслейтера НСДАП. Один из главных организаторов разграбления полезных ископаемых на Украине и в Белоруссии, был главным уполномоченным по угольной промышленности на оккупированных территориях и имперским комиссаром промышленности в восточных районах, член Совета оборонной промышленности. Активно участвовал в организации депортации советских граждан на принудительные работы в Германию. 10 марта 1943 года награждён Рыцарским крестом за военные заслуги с мечами.
После войны арестован.
В качестве обвиняемого привлечен к суду 11-го Американского военного трибунала по Делу Вильгельмштрассе. Признан виновным и приговорён 11 апреля 1949 года к 15 годам тюремного заключения. Содержался в тюрьме для военных преступников в Ландсберге. Освобождён досрочно в марте 1951 года, после чего вернулся к управлению своим предприятием в Виттене.

## Награды
- Рыцарский крест за военные заслуги с мечами